# 551. padalski pehotni polk (ZDA)
551. padalski pehotni polk (izvirno angleško 551st Parachute Infantry Regiment; kratica 551. PIR) je bila padalska enota Kopenske vojske Združenih držav Amerike.

## Zgodovina
Polk je bil ustanovljen 26. novembra 1942 v dveh ločenih krajih: poveljniška četa 1. bataljona je bila ustanovljena v Fort Kobbeju, medtem ko so bile ostale bataljonske enote ustanovljene v Fort Benningu. Le-te so decembra istega leta poslali v Fort Kobbe. Polk ni imel ustanovljenih nobenih drugih enot. Maja 1944 je polk prispel v Italijo, julija 1944 pa v Francijo; pozneje se je bojeval še v Belgiji in v Nemčiji. 10. februarja 1945 je bil polk razpuščen v Franciji in moštvo dodeljeno 82. zračnoprevozni diviziji.